# Мегран Карімі Насері
Мегран Карімі Насері (перс. مهران کریمی ناصری, 1945 — 12 листопада 2022) — іранський біженець, який проживав у міжнародній зоні Терміналу 1 в Міжнародному аеропорті імені Шарля де Голля з 26 серпня 1988 до липня 2006, коли його було шпиталізовано. В 2004 році він опублікував свою автобіографію під назвою «Людина з терміналу». Його історія була взята за основу для сюжету фільму «Термінал» 2004 року.

## Раннє життя
Мегран Карімі Насері народився в поселенні Англо-перської нафтової компанії в Месджеде-Солейман в Ірані. Його батько був лікарем, який працював у цій компанії. Насері заявляв, що його матір була медсестрою з Шотландії, яка працювала там же. У вересні 1973 року він приїхав до Великої Британії, щоб пройти трирічне навчання в Університеті Бредфорда.

## Життя в аеропорті

Місце ночівлі Меграна Карімі Насері в Терміналі 1 аеропорту ім. Шарля де Голля в Парижі, де він жив з 1988 до 2006.

Насері заявляє, що його вигнали з Ірану в 1977 році і позбавили громадянства за участь у протестах проти влади Шаха. Після довгої бюрократичної тяганини, яка включала подання заяв у кількох країнах, представництво УВКБ ООН в Бельгії надало йому статус біженця, що нібито мало би надати йому можливість жити в Європі. Однак, ця його заява ставиться під сумнів, оскільки розслідування показали що Насері ніколи не виганяли з Ірану.
Оскільки його матір була британською громадянкою, він у 1986 році вирішив переїхати до Великої Британії, але у 1988 році по дорозі туди, за його словами, в нього вкрали сумку, в якій лежали документи (однак є свідчення, що Насері насправді відправив свої документи поштою до Брюсселя, поки перебував на паромі, що направлявся до Британії, і збрехав про те що документи були вкрадені). Попри це, він сів на літак до Лондона, однак по прибутті, коли він не пред'явив паспорт британським прикордонникам, був одразу же відправлений назад до Франції. У Франції його спочатку заарештували, але через короткий час відпустили, оскільки його прибуття до аеропорту виявилось легальним, при цьому не було країни, куди його можна було б відправити. Він почав постійно проживати в Терміналі 1 аеропорту в Парижі.
Пізніше його справою зайнявся французький адвокат з прав людини Крістіан Бурже. В 1992 році французький суд постановив, що оскільки Насері прибув до аеропорту легально, він не може бути звідти вигнаний, але він не може отримати дозвіл на в'їзд до Франції.
Після цього були здійснені спроби отримати нові документи з Бельгії, але чиновники погоджувались на це лише якщо Насері з'явився би до них особисто. В 1995 році йому надали дозвіл на в'їзд до Бельгії, за умови що він буде проживати там під наглядом соціального працівника. Насері відмовився від цього, заявивши що він хоче поїхати до Великої Британії, як і планував з самого початку. І Франція, і Бельгія запропонували Насері дозвіл на проживання, однак Насері відмовився підписувати документи, оскільки там він був вказаний як іранець, а не британець, а також не під тим ім'ям, яке він хотів — «Сер Альфред Мегран».
В 2003 році кінокомпанія DreamWorks заплатила Насері 250 000 доларів за право використати історію його життя, але врешті так і не використала саме його історію у свому фільмі «Термінал».
Проживання Меграна Карімі Насері в аеропорті закінчилося в липні 2006 року, коли його було шпиталізовано, а місце його ночівлі в аеропорті було розібране. Наприкінці січня 2007 року він виписався із лікарні і французьке відділення Червоного Хреста поселило його в готелі поруч з аеропортом. 6 березня 2007 року він був переміщений до прийомного центру благодійної організації «Emmaus» в 20-му окрузі Парижу, з того часу і майже до смерті він жив у Парижі. Помер 12 листопада 2022 року у тому самому аеропорті, куди він повернувся за декілька тижнів до смерті.
Під час свого майже 18-річного проживання в Міжнародному аеропорті імені Шарля де Голля, Насері тримав свій багаж при собі і проводив час читаючи, пишучи у свому щоденнику та вивчаючи економіку. Він отримував їжу та газети від працівників аеропорту, а також візити від журналістів, які хотіли почути його історію.

## Слід у культурі
Історія Меграна Карімі Насері лягла в основу сюжету французького фільму «Загублений на пересадці» 1994 року. Оповідання «Пересадка тривалістю у 15 років», написане Майклом Патерніті і опубліковане в журналі GQ, розповідає про життя Насері. Алексіс Коурос в 2000 році зняв документальний фільм про його життя.
Також його історія лягла в основу сюжету оперетти «Політ» британського композитора Джонатана Доува, прем'єра якої відбулась у Гліндеборнській Опері в 1998 році. ця оперетта в березні 2006 року отримала Премію Хелпманна. В 2001 році Глен Лачфорд та Пол Берцеллер зняли документальну комедію «Звідси туди», взявши за основу історію Насері. В 2001 році Хамід Рахманян та Мелісса Гіббард зняли документальний фільм «Сер Альфред з Аеропорту де Голля».
Заявлялося, що Мегран Карімі Насері став праобразом Віктора Наворскі, роль якого зіграв Том Генкс з фільму «Термінал» режисера Стівена Спілберга, однак жодні публічні матеріали про фільм, ні додатки до DVD, ні вебсайт фільму не згадували Насері. Однак, у вересні 2003 року газета The New York Times написала, що Стівен Спілберг купив у Меграна Карімі Насері права на екранізацію його життя, і що сам Насері приклеїв постер фільму до своєї валізи. Писали, що Насері був задоволений фактом виходу цього фільму, однак, навряд чи він колись його дивився у кіно.